# Glosopeda
La fiebre aftosa del ganado, o glosopeda (del griego γλώσσος glossos, ‘lengua’, y πεδη pede, ‘pata’, ‘pezuña’), es una enfermedad epizóotica de causa viral, altamente contagiosa, de los ganados bovino, ovino, porcino y caprino, que se manifiesta por fiebre alta y por el desarrollo de úlceras pequeñas en la boca, llamadas aftas, y erosiones originadas de vesículas y flictenas en las pezuñas y la ubre.
El virus responsable de la enfermedad es un picornavirus, el miembro prototipo del género Aphthovirus. La infección ocurre cuando la partícula del virus se introduce en una célula del huésped.

## Generalidades
La enfermedad se conoce con el nombre de fiebre aftosa, precisamente por la formación de lesiones que se asemejan a las aftas humanas. Un afta es una úlcera que se desarrolla en la mucosa bucal, de borde redondeado u ovalado enrojecido, muy dolorosa con sensación de quemadura (de ahí su nombre griego aprieta, quemadura). La fiebre aftosa del ganado no tiene relación ninguna con la fiebre aftosa humana. Una característica paremiológica muy importante para el diagnóstico es que esta enfermedad no afecta a los caballares. En todo caso, en América donde es endémica en Argentina y Paraguay se usa más la expresión fiebre aftosa que glosopeda, que parece más propia de España.

## Historia
La fiebre aftosa (glosopeda) se conoce desde la antigüedad, desde hace, al menos, dos mil años. Sin embargo, la primera descripción científica de ella fue hecha en 1546 por Girolamo Fracastoro quien hizo una publicación de una epidemia observada por él. Sin embargo, en 1898 Friedrich Loeffler descubrió que el agente causal era un agente filtrable presente en la saliva de los vacunos enfermos. Otros autores señalan que este descubrimiento lo habría hecho junto a un bacteriólogo alemán de apellido Frosch.

## Etiología
El agente causal es un virus del género Aphthovirus, familia Picornaviridae, que está formado por 7 serotipos que no proporcionan inmunidad cruzada entre ellos. Es decir, que la infección por uno de los serotipos no previene la infección por otro de los serotipos indicados. El virus aftoso se considera como altamente infeccioso y de gran transmisibilidad entre el ganado.
Serotipos:
- A
- O
- C
- SAT-1
- SAT-2
- SAT-3
- ASIA-1

Los 3 primeros son los más frecuentes en América y Europa, los tipo SAT se han descrito en Sudáfrica y el serotipo ASIA, en los países de ese continente.
Los picornavirus están formados por una molécula de ARN con una cápside desprovista de envoltura lipoproteica de configuración icosaedrica de diámetro entre 22-30 nm (nanómetros).

## Importancia económica
La fiebre aftosa es una afección del ganado cuya importancia principal radica en las enormes pérdidas económicas que causan, las cuales radican en la resultantes restricciones  inmediatas y prolongadas al comercio internacional del ganado. A modo de ejemplo, el brote de aftosa que afectó al Reino Unido el 2001 obligó a dar muerte a seis millones de animales y causó pérdidas de trece mil millones de euros, provocando un serio golpe a su economía. El temor a la aftosa está dado por su alta contagiosidad, su alta morbilidad y las consecuentes enormes bajas en la producción lechera y de carne.

## Importancia sanitaria
A pesar de lo anterior, la fiebre aftosa (glosopeda) no es considerada como una zoonosis (enfermedad transmitida de los animales al hombre) por la Organización Mundial de la Salud.
No obstante, se han descrito casos de aftosa en humanos infectados en laboratorio cuando trabajan con el virus, o en personas en contacto estrecho con ganado afectado. El número de casos descritos alcanza al centenar. Sin embargo, desde el punto de vista práctico, no se considera este hecho epidemiológicamente importante, por lo que no existe riesgo de infección humana mediante el consumo de productos de origen animal infectados con el virus aftoso.

## Vías de infección y eliminación del virus
La infección se adquiere principalmente por vía respiratoria y oral en la naturaleza, pero también por vía intrauterina cuando las vacas son fertilizadas con semen infectado. Los animales enfermos, pero sobre todo en el período prodómico de la enfermedad, eliminan el virus por todas las secreciones y excreciones, es decir, saliva, lágrimas, orina, excremento, semen y secreciones nasales. Sin embargo, el mayor contenido viral se encuentra en la saliva, seguido de la orina y excretas.

## Mecanismos de transmisión del virus
La enfermedad se transmite principalmente por contacto entre un animal sano y uno enfermo. El hábito de olerse y lamerse en forma muy cercana es el factor que favorece esta transmisión. La contaminación de los piensos y agua con secreción salival, orina y heces es otro medio de transmisión del virus. Los humanos y sus vehículos permiten la diseminación del virus de una granja a otra al llevarlo en las ropas o neumáticos. Las aves carroñeras y los perros podrían diseminar el virus entre las granjas, aunque no hay consenso al respecto. Los productos cárnicos elaborados con carne de animales aftosos pueden diseminar la infección de un país a otro. En los países donde el ganado doméstico convive con la fauna silvestre puede esta última ser fuente de infección, aunque lo normal es que sea al revés. Otra fuente de infección son los animales que han sufrido la infección, se han recuperado y que quedan portadores, estado que puede durar al menos 2 años.

## Patogenia
Al ingresar el virus al organismo se multiplica en primer lugar en las mucosas respiratoria y bucal para luego ingresar al torrente sanguíneo produciendo una viremia (presencia de virus en la sangre) a la cual reacciona el organismo con el desarrollo de un marcado estado febril. Luego el virus se localiza en sus tejidos preferidos como la mucosa bucal y rodete coronario, produciendo el desarrollo de vesículas, las que, en la boca se rompen rápidamente para dar origen a las llamadas aftas, es decir, ulceraciones de la mucosa, que son muy dolorosas e impiden al animal comer y tragar la saliva. Asimismo, en el rodete coronario (unión de la pezuña con la piel de la pata) y espacio interdigital, donde también se forman vesículas de duración fugaz, las erosiones son muy dolorosas y hacen que el animal cojee (este signo es más manifiesto en los cerdos que en el resto del ganado).

## Sintomatología

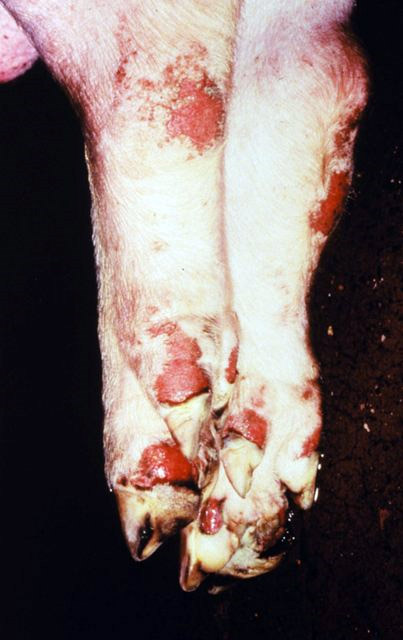
Banda coronaria de vesículas en las patas de un cerdo con fiebre aftosa.

Los animales, después de un período de incubación que fluctúa entre 2 a 18 días, presentan en primer lugar fiebre alta producto de la cual incluyen anorexia, decaimiento y drástica disminución de la producción de leche en las vacas en lactancia. Posteriormente desarrollan las vesículas y aftas, que al ser intensamente dolorosas potencian la anorexia e impiden deglutir la saliva por lo que el animal presenta una abundante sialorrea (secreción salival muy aumentada) y emiten chasquidos bucales.
Luego, unos 4-5 días después de la aparición de aftas, aparecen las lesiones podales caracterizadas por erosiones del rodete coronario y del espacio interdigital, que producen cojera. Simultáneamente, aparecen vesículas en los pezones, las cuales se rompen originando erosiones dolorosas.
La letalidad, es decir, el porcentaje de animales que mueren en relación a los que enferman, es bastante baja, aproximadamente un 2 %. Sin embargo, algunos grupos etarios específicos como los terneros lactantes pueden tener una del 50 % producto de una lesión del miocardio producida por el virus. En cambio, la morbilidad (el porcentaje de animales expuestos al virus que enferman) es altísima llegando al 100 %.

## Diagnóstico
En las zonas endémicas los veterinarios familiarizados con la enfermedad no tienen mayores dificultades para hacer un diagnóstico presuntivo de fiebre aftosa (glosopeda). Sin embargo, este debe confirmarse mediante análisis de laboratorio puesto que existen otras enfermedades que se le parecen mucho como la estomatitis vesicular.
El problema ocurre en las zonas libres es que los veterinarios prácticos no tienen experiencia con esta enfermedad por lo que muchas veces enfrentados al caso clínico no lo consideran dentro de los diagnósticos diferenciales.
Para el examen de laboratorio se requiere muestras de líquido vesicular, membranas mucosas afectadas, secreciones faríngeas o esofágicas, sangre o suero. Se usan varios métodos para identificar el virus aftoso, entre ellos:
- Prueba de ELISA,
- Prueba de fijación de complemento,
- Prueba de cultivos celulares,
- Prueba de inoculación en ratón lactante (se inocula por vía intraperitoneal con líquido producto de vesículas y macerado de lesiones de lengua y patas). Si el inóculo es positivo a aftosa el ratón morirá en pocos días.

## Tratamiento
En general, no se recomienda tratamiento alguno de los animales aftosos. Menos aún en zonas libres o de baja incidencia donde lo recomendable es dar muerte inmediatamente a los afectados y contactos para luego enterrarlos o quemarlos.
Tal vez, en zonas de alta incidencia (o sea, con gran cantidad de casos anuales) donde sea impracticable, por razones económicas, en vez de dar muerte a los animales se puede hacer algún acto terapéutico. Cabe anotar que esta enfermedad es de síntomas agresivos difíciles de tratar.

## Profilaxis

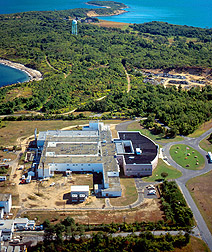
Centro de enfermedades animales de Plum Island

Las medidas de prevención de la fiebre aftosa dependerán de la incidencia de la enfermedad en un determinado país o región del mundo. De esta manera se habla de zonas libres sin vacunación, zonas libres con vacunación, zonas con baja incidencia y zonas con alta incidencia.
En las zonas libres sin vacunación la profilaxis va dirigida a evitar el ingreso al territorio del país del virus aftoso. Para ello se controla meticulosamente el ingreso de animales y de productos de origen animal en los puertos, aeropuertos y zonas de ingreso fronterizas. Ello no obsta para mantener un riguroso sistema de vigilancia de enfermedades del ganado asociado a una drástica legislación agropecuaria. Todo ganado que ingresa al país debe ser sometido a estricta cuarentena antes de autorizar su entrada.
En las zonas libres con vacunación, la profilaxis también va dirigida a evitar el ingreso del virus al territorio pero también asociado a una estrecha vigilancia de posibles brotes de la enfermedad y una estricta campaña de vacunación de todos los susceptibles según criterios epidemiológicos.
Las zonas de baja incidencia pueden asociar métodos de vacunación de perifoco con la eutanasia de los animales del foco para evitar la diseminación de la enfermedad. Por razones económicas no es posible dar muerte a todos los animales.
Las zonas de alta incidencia deben tener como estrategia el reducir el número de casos mediante la vacunación, para transformarse en zonas de baja incidencia. Naturalmente esto requiere tener servicios veterinarios bien organizados y una legislación que respalde su actuación, cosa bastante difícil en países pobres.

### Vacuna anti-aftosa con adyuvante oleoso
El Dr. Scholein Rivenson nació el 20 de junio de 1918 en Pastor Britos, Departamento de Gualeguaychú, Provincia de Entre Ríos, en Argentina. En 1938, obtuvo el título de Doctor en Medicina Veterinaria, otorgado por la Facultad de Agronomía y Veterinaria de la UBA. Comenzó inmediatamente el ejercicio de su profesión en el ámbito cooperativo de su provincia natal y, entre 1946 y 1950, se desempeñó como veterinario regional del Ministerio de Agricultura y Ganadería.
Es a partir de 1950 cuando el Dr. Rivenson inicia sus investigaciones sobre la fiebre aftosa bovina, al incorporarse al Instituto Nacional de Fiebre Aftosa, del cual fue su director entre 1959 y 1969. Su carrera como investigador continuó desarrollándose en el Instituto Nacional de Tecnología Agropecuaria, institución en la que desarrolló sus trabajos más relevantes sobre vacunas antiaftosas.
De su fructífera producción científica, entre otros temas relacionados con fiebre aftosa, se destacan sus investigaciones sobre cultivo de virus aftoso en epitelio lingual bovino, en células BHK21 en frascos rotantes, en células de riñón de cerdo, el desarrollo de métodos de evaluación de vacunas en caballos y estudios de antigenicidad del virus. Pero, sin duda, su logro más destacado fue el desarrollo de una vacuna antiaftosa con adyuvante oleoso.
Su trayectoria fue reconocida en Argentina y en el exterior, donde obtuvo diferentes premios y distinciones, destacándose la medalla de oro otorgada por la Organización Internacional de Epizootias en 1988 «a quien ha producido avances importantes en medicina veterinaria».